# 305 Dywizja Piechoty (III Rzesza)
305 Dywizja Piechoty (niem. 305. Infanterie-Division) – niemiecka dywizja z czasów II wojny światowej, uczestniczyła w okupacji Francji i walkach z Armią Czerwoną. Zniszczona w Stalingradzie.
Sformowana w Ravensburgu na mocy rozkazu z 15 grudnia 1940, w 13. fali mobilizacyjnej w V Okręgu Wojskowym. Walczyła przeciw Armii Czerwonej m.in. pod Charkowem, Iziumem, Woroneżem i Kałaczem. Ostatecznie została okrążona pod Stalingradem, gdzie została zniszczona w styczniu 1943 w rejonie Stalingradzkiej Fabryki Traktorów. 
305 Dywizję Piechoty odbudowano w okupowanej Bretanii i skierowano na front włoski, na którym walczyła do końca wojny.

## Dowódcy dywizji
- gen. por. Kurt Pflugradt 15 XII 1940 – 12 IV 1942;
- gen. por. Kurt Oppenländer 12 IV 1942 – 1 XI 1942;
- gen. mjr/gen. por. Bernhard Steinmetz 1 XI 1942 – 31 I 1943;
- gen.por. Friedrich Wilhelm Hauck  5 III 1943 - XIII 1944;
- płk Friedrich Trumpeter XII 1944 – 29 XII 1944;
- gen. mjr Friedrich von Schellwitz 29 XII 1944 – 2 V 1945;

## Struktura organizacyjna
- Skład w grudniu 1940:

576., 577. i 578. pułk piechoty, 305. pułk artylerii, 305. batalion pionierów, 305. oddział przeciwpancerny, 305. oddział łączności;
- Skład w kwietniu 1943:

576., 577. i 578. pułk grenadierów, 305. pułk artylerii, 305. batalion pionierów, 305. batalion fizylierów, 305. oddział przeciwpancerny, 305. oddział łączności, 305. polowy batalion zapasowy;